# إسطركن أنغولي
إسطركن أنغولي (الاسم العلمي:Strychnos angolensis) هو نوع من النباتات يتبع جنس الإسطركن من الفصيلة اللوغانية.